# Чаёвице

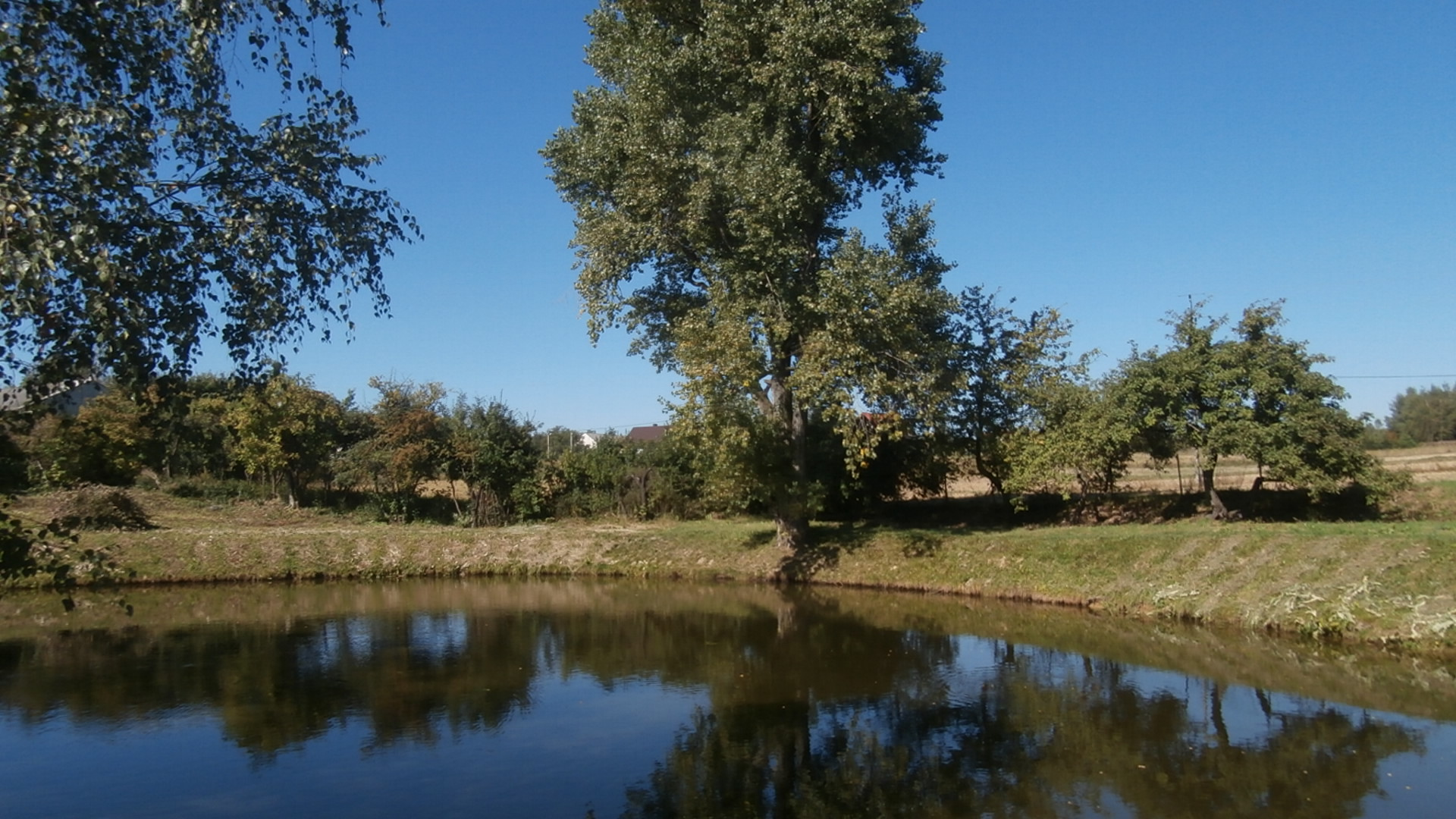
Пруд

Чаёви́це (пол. Czajowice) — село в Польше в сельской гмине Велька-Весь Краковского повета Малопольского воеводства.

## География
Село располагается в 19 км от административного центра воеводства города Краков. Село граничит с Ойцовским национальным парком. На южно-западной части села проходит краевая дорога № 94.

## История
Первое документированное свидетельство о селе относится к 1382 году. В этом документе упоминается Николай, который был солтысом села Чаёвице. В XIV—XV веках через село проходил торговый путь из Кракова в Силезию. С 1444 года по 1469 год владельцем села был Спытек Чаёвский герба Лелива. С 1629 года село находилось в собственности Яна Визенберка. В конце XVIII века село находилось во владении Уршулы Дембинской, которая была женой вольбромского старосты. В 1804 году часть села была куплена еврейской семьёй из Восточной Пруссии.
В 1975—1998 годах село входило в состав Краковского воеводства.

## Население
По состоянию на 2013 год в селе проживало 594 человек.
| 1827 | 2010 | 2013 |
| ---- | ---- | ---- |
| 300  | 595  | 594  |

| Перепись  | Всего   | Всего | Женщины | Женщины | Мужчины | Мужчины |
| --------- | ------- | ----- | ------- | ------- | ------- | ------- |
| Единицы   | человек | %     | человек | %       | человек | %       |
| Население | 594     | 100   | 300     | 50,5    | 294     | 49,5    |